# 可不可以，你也剛好喜歡我
《可不可以，你也剛好喜歡我》（英語：Do You Love Me As I Love You），是一部於2020年上映的青春愛情電影。由陳妤、曹佑寧、林映唯領銜主演。改編自百萬療癒系作家「肆一」的同名暢銷散文。

## 劇情簡介
田筱湘（陳妤 飾）是個熱愛作家肆一的散文及塔羅牌算命的女孩，但內心深處，她還有另一個摰愛，就是青梅竹馬的李助豪（曹佑寧 飾），在她求神問卜算出天時地利人和的時機，準備要告白時，李助豪竟先向校花網紅，也是她的好友宋依靜（林映唯 飾）告白了！宋依靜對李助豪開了交往條件，她要求李助豪展現追求誠意的任務就是必需促成3對絕緣的男女展開戀情！簡直是MISSION IMPOSSIBLE。一向是工具人的李助豪竟傻傻同意要求，消息一出轟動全校，其實束手無策的他趕忙向好友田筱湘求援。田筱湘初戀破滅，卻因捨不得看著好友難過，懷著複雜心情，半推半就下同意幫忙，她心中的初戀會走向剛剛好的完美結局嗎？

## 演員陣容
| 演員                    | 角色        | 介紹 |
| ----------------------- | ----------- | --- |
| 陳妤 （童年：彭凱馨）   | 田筱湘      | 物理系大四學生，個性古靈精怪，塔羅牌社的社長，熱愛肆一的文字作品。是助豪和依靜最好的朋友，但她內心藏了一個秘密，就是她很喜歡助豪，就在下定決心告白的那天，助豪卻向依靜表白，還拜託她幫忙追依靜，讓她不知如何面對這道三角習題。可是...      |
| 曹佑寧 （童年：曾憲莫） | 李助豪      | 物理系大四學生，個性開朗陽光，喜歡幫助他人，是全校有名的工具人。與田筱湘是青梅竹馬的好友，卻在某一天突然向田筱湘的好友，也是校花兼網美的依靜告白，卻被依靜交付了艱難任務以示誠意，他向筱湘求助，在完成任務的過程中，他會察覺筱湘的心意嗎？ |
| 林映唯                  | 宋依靜      | 美術系大四學生，是校花兼網美，擁有大批粉絲，走到哪裡都自備女神光，是筱湘的好友，卻收到了助豪的大膽告白，讓她決定交付助豪一個艱難任務做真心測試，順便衝一下網路人氣，但在與助豪的互動過程中，卻讓她有一點心動了。                           |
| 李杏                    | 御姐        | 黑道大姊，個性爽朗潑辣的她，要如何追求自己想要的愛情呢？ |
| 楊謹華                  | 史東        | 美術老師，難搞又苛刻的主任。 |
| 黃健瑋                  | 劉至諒      | 帥氣癡情的健身教練，個性純樸又可愛，暗戀史東多年。 |
| 陳彥名                  | 江呈山      | 就讀哲學系研究所二年級，溫文儒雅的他，居然被與自己性格天差地遠的黑道大姊御姐給盯上，究竟兩人會有什麼發展呢？ |
| 程予希                  | 周念余 阿余 | 校園邊緣人，全校公認最討厭，喜歡著羅丹尼。但私底下卻是叫sushi，就是羅丹尼喜歡的人。 |
| 林鶴軒                  | 阿衝        | 助豪的室友兼好朋友，個性無厘頭，養了一隻名叫「臘腸」的神秘寵物。 |
| 羅香菱                  | 護理長      | 醫院任職多年，善於觀察，熱心的大媽性格，因為熱愛分享所看所知的一切，讓依靜知道了助豪的用心。 |
| 劉名凱                  | 羅丹尼      | 帥氣的籃球隊隊長，風靡全校女生。 |

## 電影歌曲
| 曲別   | 歌名               | 演唱者 | 作詞   | 作曲   |
| ------ | ------------------ | ------ | ------ | ------ |
| 主題曲 | 《很久以後》       | 鄧紫棋 | 鄧紫棋 | 鄧紫棋 |
| 插曲   | 《我喜歡你的時候》 | 鄭可強 | 林怡鳳 | 蔣卓嘉 |

## 工作人員
- 製作：華映娛樂股份有限公司
- 發行：華映娛樂股份有限公司、美商索尼影業台灣分公司
- 出品/發行: 華映娛樂股份有限公司、中環國際娛樂事業股份有限公司、星泰國際娛樂股份有限公司、樂到家國際娛樂股份有限公司、新線索(北京)影視投資有限公司、艾迪昇傳播事業有限公司、滿滿額娛樂股份有限公司、百聿數碼創意股份有限公司、馬棋朵數位影像製作有限公司
- 監製：梁宏志、塗翔文、劉楓棋
- 製片：呂學祥
- 導演：簡學彬
- 副導演、表演指導：馮軍嵐（二馬老師）
- 編劇：肆一、林孝謙、呂安弦、林怡鳳、張智昇、簡學彬、黃紀凡、黃志翔
- 協力編劇：玠玠

## 獎項及提名
| 類別       | 頒獎日期      | 獎項           | 入圍者                       | 結果 | 參考 |
| ---------- | ------------- | -------------- | ---------------------------- | ---- | ---- |
| 臺北電影獎 | 2021年10月9日 | 最佳電影行銷獎 | 《可不可以，你也剛好喜歡我》 | 提名 |      |
| 臺北電影獎 | 2021年10月9日 | 最佳海報獎     | 《可不可以，你也剛好喜歡我》 | 提名 |      |
| 臺北電影獎 | 2021年10月9日 | 最佳預告片獎   | 《可不可以，你也剛好喜歡我》 | 提名 |      |

## 外部連結
- 台灣電影網上《可不可以，你也剛好喜歡我》的資料（繁體中文）
- 互联网电影数据库（IMDb）上《可不可以，你也剛好喜歡我》的资料（英文）
- 1905电影网上《可不可以，你也剛好喜歡我》的资料（简体中文）
- 豆瓣电影上《可不可以，你也剛好喜歡我》的資料 （简体中文）